# Massif du Queyras
Le massif du Queyras est un massif des Alpes situé à cheval sur le département français des Hautes-Alpes et sur la région italienne du Piémont.
Il accueille une partie du parc naturel régional du Queyras.

## Géographie

### Situation
Alors que le Queyras correspond au bassin du Guil, donc aux deux rives de chaque côté de la rivière, le massif en lui-même se limite à la partie septentrionale de cette région, c'est-à-dire au nord de Château-Ville-Vieille, donc approximativement à la rive droite. Il est également entouré par Château-Ville-Vieille, Guillestre et Briançon.
Il est entouré du massif d'Escreins au sud, du massif des Écrins à l'ouest, du massif des Cerces au nord et des Alpes cottiennes à l'est.

### Principaux sommets
- le pic de Rochebrune, 3 320 m, point culminant du massif
- le Grand Glaiza, 3 293 m
- la cime de Chabrières, 3 246 m
- la cime de Clausis, 3 230 m
- le pic de Terre Noire, 3 100 m
- le pic de Petit Rochebrune, 3 078 m
- la Turge de la Suffie, 3 024 m
- le pic Traverse, 2 991 m
- le pic de Ségure, 2 990 m
- le pic Lombard, 2 975 m
- le pic de Clausis, 2 915 m
- le pic du Béal Traversier, 2 910 m

### Principaux cols routiers
- le col d'Izoard, 2 362 m

### Géologie
Le massif du Queyras se subdivise en trois zones géologiques. La marge occidentale du massif est sédimentaire, elle se compose de calcaires, de dolomie et de gypse. Les schistes lustrés (calcschiste) constituent quant à eux le centre du massif. Quant à la zone orientale, elle est formée d'ophiolites, de gabbros, et de basaltes.

## Activités

### Stations de sports d'hiver
- La Chalp (Arvieux)
- Cesana Torinese
- Montgenèvre